# 庫圖濟夫卡 (扎波羅熱州)
47°13′18″N 35°38′15″E / 47.22167°N 35.63750°E

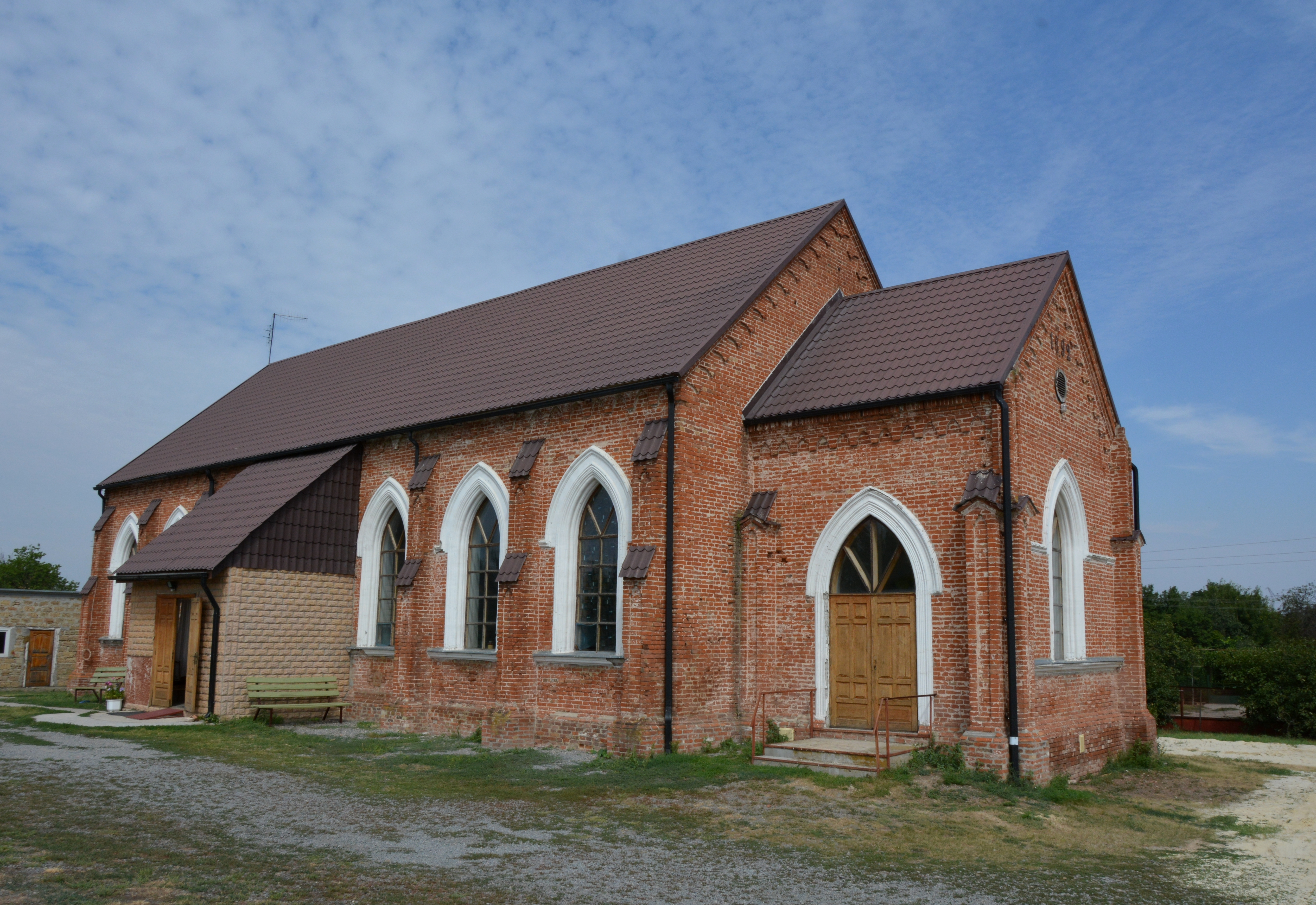
教堂

庫圖濟夫卡（烏克蘭語：Кутузівка）是位於烏克蘭東南部的村莊，由扎波羅熱州波洛希區的托克馬克市鎮負責管轄。該村面積0.72平方公里，海拔高度38米，2001年人口407，人口密度每平方公里562.2人。
2024年9月19日，乌克兰最高拉达将此村的名字改为彼得斯哈根（烏克蘭語：Петерсгаген）。